# 90482 Орк
90482 Орк, Оркус (тимчасове позначення 2004 DW) — транснептуновий об'єкт, що належить до класу «плутино».
Відкритий у лютому 2004 року. Діаметр близько 946 км, що становить приблизно 40 % діаметра Плутона (близько 2376 км). Орбіта Орка за параметрами дуже нагадує орбіту Плутона. Цікаво, що Орк завжди розташований на протилежній (щодо Плутона) стороні орбіти, тобто, коли Орк перебуває в перигелії, то Плутон у цей час проходить афелій і навпаки. Через це Орк іноді називають «Анти-Плутоном».
Названий на честь Орка — бога смерті й підземного царства в етруській міфології. У лютому 2007 року в Орка виявлено супутник, який згодом отримав назву Вант.
Поверхня Орка відносно яскрава. Лід виявлений переважно в кристалічній формі, яка може бути пов'язана з кріовулканічною діяльністю. Також, можуть бути наявні інші сполуки, такі як метан або аміак.

## Назва та етимологія
Відповідно до конвенції назв, ухваленої Міжнародним астрономічним союзом (МАС), об'єкти, схожі на Плутон за розмірами й параметрами орбіти, слід називати іменами божеств підземного царства. Назва Орка відповідає цій конвенції, оскільки Оркус є божеством підземного царства в етруській і римській міфологіях. Крім того, назва співзвучна з назвою острова Оркас, де минуло дитинство Діани — дружини першовідкривача Орка, Майкла Брауна, — і де вони часто бували. Назва  Орк  було схвалено і оприлюднено 22 листопада 2004 року.

## Орбітальні характеристики

Орбіти Орка (синя), Плутона (червона) і Нептуна (сіра). Розташування Орка й Плутона показано на квітень 2006 року. Також зазначено дати, коли об'єкти проходять перигелій (q) і афелій (Q).

Орк — це великий плутино. Його орбіта дуже нагадує орбіту Плутона (приблизно однаковий період обертання, в обох перигелій розташований над екліптикою). Єдина помітна різниця — це розворот орбіти (див. схему). Незважаючи на те, що орбіта Орка підходить досить близько до орбіти Нептуна, резонанс між двома об'єктами і великий кут нахилу орбіти Орка не дозволяє їм наблизитися один до одного. За останні 14 000 років відстань між Орком і Нептуном жодного разу не було меншою 18 а. о. У зв'язку з тим, що орбіта Орка схожа на орбіту Плутона, але вони завжди знаходиться в протилежній фазі (через їх резонанс із Нептуном), Орк іноді називають «Анти-Плутоном».
На сьогоднішній день [коли?] Орк перебуває на відстані 47,8 а. о. від Сонця й досягне афелію 2019 року. У найближчі 10 млн років перигелій Орка може наблизитися до Сонця на відстань 27,8 а. о., тобто ближче, ніж у Нептуна.
Період обертання Орка навколо осі точно невідомий. Фотометричні дослідження дають велику розбіжність — від 7 до 21 години з лібраціями або без них. Найчастіше в літературі значиться десятигодинний період обертання. Можливо, на період обертання й лібрації впливає великий та близько розташований супутник Орка.

## Фізичні характеристики

### Розміри й зоряна величина
Стандартна зоряна величина (H) Орка — 2,3, що можна порівняти зі значенням 2,6 у Квавара. Спостереження Орка в інфрачервоному діапазоні за допомогою космічних телескопів «Спітцер» (на довжинах хвиль 24 і 70 мкм) та «Гершель» (250, 350 і 500 мкм), дає можливість зробити висновок, що радіус Орка лежить у діапазоні 445 — 475 км. Цілком ймовірно, Орк має альбедо 22 — 34 %, що досить типово для транснептунових об'єктів подібних розмірів.
Під час розрахунку параметрів Орка (зоряна величина й радіус) припускалося, що Орк є окремим об'єктом. Наявність великого супутника може значно вплинути на них. Стандартна зоряна величина супутника оцінюється в 4,88, що приблизно в 11 разів тьмяніше самого Орка. Якщо альбедо обох об'єктів приблизно однакові, то радіуси Орка і його супутника — 900 км і 280 км відповідно. Якщо ж альбедо супутника вдвічі менше, ніж альбедо Орка, то їх радіуси будуть оцінені як 860 км і 380 км.

### Маса
Оскільки Орк є подвійним об'єктом (скоріше за все, супутник має масу, якою не можна нехтувати в розрахунках), маса всієї системи була оцінена в (6.32±0.05)×1020 кг, що становить 3,8 % від маси наймасивнішої відомої карликової планети — Ериди. Як ця маса розподілена між Орком і його супутником, залежить від співвідношення їх розмірів. Якщо радіус супутника втричі менший, ніж радіус Орка, то маса першого становитиме всього 3 % від загальної маси. Якщо ж радіус супутника 380 км, а радіус Орка — 860 км, то маса супутника може досягати 8 % маси Орка.

### Спектр і поверхня

Орбітальні резонанси Орка й Плутона в системі відліку, пов'язаній із Нептуном

Перші спектроскопічні спостереження 2004 року показали, що видимий спектр Орка нейтрального слабкого кольору, у той час як невелике відхилення в інфрачервоному спектрі (довжина хвилі 1,5 і 2,0 мкм) дає досить виражене поглинання води. Цим Орк дуже відрізняється від інших ТНО (наприклад, Іксіона), у яких виражений червоний колір, а інфрачервоний, навпаки, слабий. Подальші дослідження Орка в інфрачервоному спектрі 2004 року на Європейській південній обсерваторії й обсерваторії Джеміні також показали наявність водного льоду й вуглецевих компонентів. Вода й метан не можуть вкривати більше, ніж 50 % і 30 % поверхні об'єкта відповідно. Це означає, що пропорція льоду на поверхні більше, ніж на Хароні, і швидше нагадує супутник Нептуна Тритон.
Пізніше, у 2008—2010 роках, спектроскопічні спостереження в інфрачервоному спектрі з більшим співвідношенням сигнал/шум виявили нові спектральні деталі. Серед іншого, сильне поглинання сигналу водяним льодом на довжині хвилі 1,65 мкм, що свідчить про наявність кристалічного водяного льоду на поверхні Орка, і поглинання сигналу на довжині хвилі 2,22 мкм. Останній феномен поки недостатньо пояснений. Це поглинання може бути викликано розчиненим у водяному льоді аміаком або наявністю метанового льоду.

### Порівняння з супутниками та іншими ТНО
Орк має граничну масу, здатну утримувати на своїй поверхні леткі речовини, такі як метан. Дослідження спектра Орка показує найсильніше поглинання водним льодом серед об'єктів поясу Койпера, що не входять до сім'ї Хаумеа. Подібний спектр спостерігається у великих супутників Урана. Серед інших ТНО, Орк нагадує супутник Плутона Харон. В останнього альбедо трохи вище, але дуже схожий видимий і ближній інфрачервоний спектр. В обох близька густина і водний лід на поверхні. У карликової планети Хаумеа і подібних їй об'єктів, альбедо набагато вище й поглинання спектра водою набагато сильніше, ніж у Орка. І, нарешті, у великого плутино (208996) 2003 AZ84 спектральні характеристики схожі на Орк.

### Кріовулканізм
Наявність кристалічного водного льоду і, можливо, льоду аміаку свідчить про те, що в минулому на Оркові діяли так звані «механізми оновлення» поверхні. Досі аміак не виявлено на жодному ТНО або крижаному супутнику, крім Міранди. Сигнал на довжині хвилі 1,65 мкм широкий і глибокий, як у Харона, Квавара, Хаумеа і у крижаних супутників планет-гігантів. З іншого боку, за останні 10 млн років кристалічний водний лід на поверхні ТНО під дією галактичної й сонячної радіації мав перейти в аморфний стан. Обчислення показують, що кріовулканізм, який вважається одним з можливих механізмів оновлення, може бути на ТНО з радіусом близько 1000 км[джерело?]. Можливо, на Орці відбулося одне-єдине виверження, яке й перетворило аморфну воду на кристалічний лід. Швидше за все, це було виверження вибухового характеру, яке «вибило» метан з розчину води й аміаку.

## Супутник

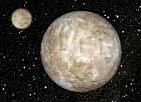
Можливо, діаметр супутника сягає від 1/4 до 1/3 діаметра Орка.

За допомогою телескопа «Хаббл» 13 листопада 2005 року Майкл Браун і Т.А. Цур відкрили супутник Орка. Про це відкриття було оголошено 22 лютого 2007 року. Супутнику надали позначення  S/2005 (90 482) 1 , а в 2009 році — і назву Вант за ім'ям етруської богині зі світу мертвих. Орбіта супутника дуже близька до кола: її ексцентриситет усього 0,0036. Період обертання довкола Орка — 9,53 днів. Вант перебуває на дуже малій відстані від Орка (8980±20 км) і тому склад його поверхні неможливо визначити за допомогою спектрального аналізу. Майкл Браун припускає, що Орк і Вант синхронізовані (тобто завжди обернені одним боком один до одного) на зразок Плутона й Харона. Є припущення, що Вант може бути захопленим об'єктом з пояса Койпера.